# Eremobates dentilis
Eremobates dentilis es una especie de arácnido  del orden Solifugae de la familia Eremobatidae.

## Distribución geográfica
Se encuentra en Arizona (Estados Unidos).